# Rock Hill (South Carolina)
Rock Hill ist die größte Stadt (City) im York County. Das U.S. Census Bureau hat bei der Volkszählung 2020 eine Einwohnerzahl von 74.372 ermittelt.
In dem Ort an der Interstate 77 und dem U.S. Highway 21 befinden sich neben Clinton Junior College und der Winthrop University die Radrennbahn Giordana Velodrome und ein Werk des Feuerwehrfahrzeugherstellers Seagrave Fire Apparatus.
Die Stadt in der Nähe des Kernkraftwerks Catawba, die 40 Kilometer südlich von Charlotte und gut 100 Kilometer nördlich von Columbia liegt, hat eine Musikerpalette, zu der auch etwa die Bands Four Pickled Peppers und Emery zählen.
Seit 2014 betreibt das Wuppertaler Unternehmen Coroplast, Marktführer in der Fertigung von Klebebändern und Leitungssatzsystemen, einen Standort in Rock Hill.

## Demografie
Nach einer Schätzung von 2019 leben in Rock Hill 75.048 Menschen. Die Bevölkerung teilte sich im selben Jahr auf in 54,5 % Weiße, 39,1 % Afroamerikaner, 0,2 % amerikanische Ureinwohner, 1,9 % Asiaten und 2,1 % mit zwei oder mehr Ethnizitäten. Hispanics oder Latinos aller Ethnien machten 6,8 % der Bevölkerung aus. Das mittlere Haushaltseinkommen lag bei 50.444 US-Dollar und die Armutsquote bei 15,6 %.
| Jahr | Einwohner¹ |
| ---- | ---------- |
| 1950 | 24.502     |
| 1960 | 29.404     |
| 1970 | 33.846     |
| 1980 | 35.327     |
| 1990 | 41.643     |
| 2000 | 49.765     |
| 2010 | 66.154     |
| 2020 | 74.372     |

¹ 1950 – 2020: Volkszählungsergebnisse

## Persönlichkeiten
- David Ball (* 1953), Country-Musiker
- Ralph Norman (* 1953), Politiker
- Jadeveon Clowney (* 1993), American-Football-Spieler
- James T. Ellis (1938–2012), Sänger
- David E. Finley (1861–1917), Politiker
- Thomas S. Gettys (1912–2003), Politiker
- Michael J. Jenkins (* 1986), Basketballspieler
- Torrell Martin (* 1985), Basketballspieler
- Cordarrelle Patterson (* 1991), American-Football-Spieler
- Leon Rippy (* 1949), Schauspieler
- Ironing Board Sam (* 1939), Keyboarder
- Stephon Gilmore (* 1990), American-Football-Spieler
- Derion Kendrick (* 2000), American-Football-Spieler